# Anton Galgótzy

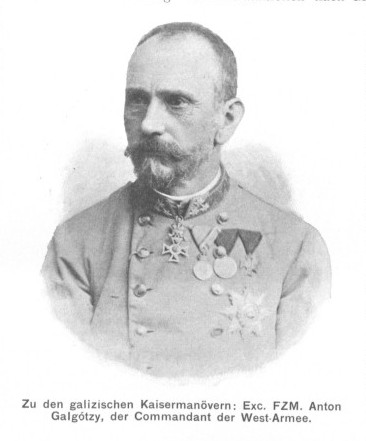
Anton Galgótzy, 1900

Anton Galgótzy, ab 1866: Anton von Galgótzy (* 1. Februar 1837 in Sankt Georgen (ungarisch: Sepsiszentgyörgy, bzw. Sfântu Gheorghe in heutigen Rumänien); † 5. November 1929 in Wien) war ein österreichischer General, über den schon zu seinen Lebzeiten zahlreiche Anekdoten im Umlauf waren.

## Leben
Galgótzy trat 1851 als 14-jähriger Freiwilliger in das k. k. Infanterieregiment Nr. 37 ein und diente ab 1854 Unterleutnant im k.k. Infanterieregiment Nr. 34. Im Feldzug von 1859 war er dem Generalquartiermeister-Stab zugeteilt und wurde in rascher Folge Oberleutnant und Hauptmann. Nach Besuch der Kriegsschule war er während des Feldzuges von 1866 Generalstabsoffizier beim V. Armeekorps. Dabei zeichnete er sich in der Schlacht bei Custozza am 24. Juni 1866 besonders aus und wurde im Juli 1866 mit dem Orden der Eisernen Krone dritter Klasse ausgezeichnet, was (statutarisch bis 1884) mit der Erhebung in den erblichen Ritterstand verbunden war.
Ab 1867 in verschiedenen Generalstabs- und Truppenverwendungen eingeteilt, wurde Galgótzy 1874 Generalstabschef des Generalkommandos in Brünn. 1876 wurde er Oberst und Chef des Operationsbüros des Generalstabs. In dieser Stellung verblieb er bis 1881. Nach einem kurzen Truppenkommando als Kommandant des Infanterieregiments 34 wurde er mit der Führung der 6. Gebirgsbrigade betraut. Mit ihr war er zur Bekämpfung des Aufstandes eingesetzt, der 1882 in Süddalmatien und in der Herzegowina wegen der Einführung der allgemeinen Wehrpflicht ausgebrochen war. Galgótzy operierte mit seiner Truppe so geschickt, dass in seinem Einsatzgebiet in wenigen Wochen wieder Ruhe herrschte. Zum Generalmajor befördert, blieb er bis 1886 Kommandant seiner Brigade. Dann wurde er zum Kommandanten der 1. Infanteriedivision in Sarajevo bestellt und kurz darauf auch zum Feldmarschallleutnant befördert. Von 1887 bis 1891 war er stellvertretender Chef des Generalstabs und 1891 bis 1905 Kommandant des X. Armeekorps und kommandierender General in Przemyśl. Am 24. Oktober 1891 wurde er zum Oberstinhaber des Infanterieregiments Nr. 71 ernannt. Im Mai 1895 wurde er zum Feldzeugmeister befördert, 1901 konnte er sein 50-jähriges Dienstjubiläum feiern. 1905 wurde er zum Generaltruppeninspektor ernannt, d. h. zum designierten Oberbefehlshaber einer Armee im Kriegsfall. 1908 ging der 71-jährige hochgeehrt in Pension. Er hatte 59 Jahre, 4 Monate und 1 Tag gedient (die 3 Kriegsjahre rechneten doppelt). 1918 wurde er nochmals für fünf Monate aktiviert und war Angehöriger einer Kommission zur Auswahl von Rittern des Maria-Theresien-Ordens. Sein Grundbuch weist eine Gesamtdienstzeit von 60 Jahren, 8 Monaten und 1 Tag aus.
Anton Karl von Galgótzy wurde am 8. November 1929 auf dem Wiener Zentralfriedhof zur letzten Ruhe bestattet (Tor 2, Gruppe 33 C, Reihe 1, Nr. 21).

## Würdigung
Ein Kranz von Anekdoten rankt sich um diesen legendären General, der nicht nur hervorragend tüchtig, sondern auch ein höchst eigenwilliges Original von sarkastischem Witz war. Dass er wenig auf Äußerlichkeiten gab, bestätigt eine Anekdote, wonach er bei seiner Beförderung zum Generalmajor der Firma Tiller in Wien nur telegraphiert habe: „Sendet Uniform für mittelgroßen General“. Bekannt ist auch seine lakonische Abrechnung eines Straßenbaus: „Erhalten 10.000 Gulden. Verbraucht 4220 Gulden. Zurückgegeben 5780 Gulden. Wer es nicht glaubt, ist ein Esel!“ Als der Kriegsminister dieses Papier empört dem Kaiser vorlegte, habe dieser aufgeblickt und – nach kurzem Nachdenken – nur gesagt: „Ich glaub’s!“
Der Schriftsteller und ehemalige Berufsoffizier Alexander Roda Roda hat nicht nur viele Galgótzy-Anekdoten verzeichnet, sondern ihn auch als ganz bedeutenden Truppenführer gewürdigt. Er hat ihn als „die Hoffnung der Armee“ jener Jahre und „den vorbestimmten Führer im Krieg gegen Russland“ charakterisiert. Er wäre „als Generaltruppeninspektor von dreien der weitaus fähigste, und einst zu großen Aufgaben ausersehen, die ihm das Schicksal nicht mehr stellte.“
Nach seinem Tode wurden in Österreich, der Tschechoslowakei, Ungarn und Jugoslawien Gedenkgottesdienste für den wohl beliebtesten k.u.k. General abgehalten, in der Presse erschienen würdigende Artikel. Selbst das Time-Magazine vom 9. Dezember 1929 widmete ihm einen umfangreichen Nachruf.